# André Vandeweyer
André Vandeweyer (21 de junho de 1909 - 22 de outubro de 1992) foi um futebolista belga que competiu nas Copas do Mundo FIFA de 1934 e 1938.